# محمود حامد
محمود حامد ، ممثل سوري.

## عن حياته
يعتبر  من مؤسسي مسرح الشعب بسوريا، وقد شارك في العديد من الأعمال السينمائية السورية التي لاقت صدى جماهيري وفني كبير منها (الفهد)، و(وقائع العام المقبل) كما شارك في بعض الدراما التلفزيونية.

## من أعماله
- باب المقام
- حي المزار
- الفهد
- الزير سالم

## روابط خارجية
- محمود حامد على موقع قاعدة بيانات الأفلام العربية